# 모드 피얼리
모드 피얼리(Maude Fealy, 1883년 3월 4일 ~ 1971년 11월 9일)는 미국의 배우이다.